# Đội tuyển Fed Cup Iceland
Đội tuyển Fed Cup Iceland đại diện Iceland ở giải đấu quần vợt Fed Cup và được quản lý bởi Hiệp hội Quần vợt Iceland.  Đội hiện tại thi đấu ở Nhóm III khu vực Âu/Phi.

## Lịch sử
Iceland tham gia kì Fed Cup đầu tiên vào năm 1996. Đội chỉ thắng 1 trận duy nhất cho đến hiện tại vào năm 2008, đánh bại Zimbabwe Nhóm II khu vực Âu/Phi. Trước năm 2008, Iceland chỉ thắng một trận, trước Cameroon năm 1997.